# Municipio Pocona
Das Municipio Pocona ist ein Verwaltungsbezirk im Departamento Cochabamba im südamerikanischen Anden-Staat Bolivien.

## Lage im Nahraum
Das Municipio Pocona ist eines von sechs Municipios der Provinz Carrasco. Es grenzt im Westen an die Provinz Arani, im Südwesten an die Provinz Mizque, im Süden an die Provinz Narciso Campero, im Osten an das Municipio Totora und im Norden an die Provinz Tiraque.
Der zentrale Ort des Municipios ist Pocona mit 440 Einwohnern im nordwestlichen Teil des Municipios.

## Geographie
Das Municipio Pocona liegt in einem der Hochtäler der Gebirgskette der Cordillera Oriental, die nach Osten zu in das bolivianische Tiefland übergeht. Das Klima der Region ist gekennzeichnet durch ein typisches Tageszeitenklima, bei dem die Temperaturunterschiede zwischen Tag und Nacht deutlicher ausfallen als zwischen den Jahreszeiten.
Die Jahresdurchschnittstemperatur beträgt 14 °C, die Monatswerte schwanken zwischen 11 °C im Juni/Juli und 16 °C im November/Dezember (siehe Klimadiagramm Totora). Der Jahresniederschlag beträgt 600 mm und fällt vor allem in den Sommermonaten von Dezember bis Februar mit Monatswerten von 100 bis 125 mm; dem steht eine Trockenzeit von Mai bis Oktober mit Monatsniederschlägen von unter 30 mm gegenüber.
Aufgrund der günstigen Windbedingungen wurde das Municipio als Standort für den ersten Windpark Qollpana ausgewählt. Die zweite Stufe wurde am 9. September 2016 eingeweiht. Zu diesem Zeitpunkt verfügt die Anlage mit ihren neun 3-MW-Turbinen des deutschen Herstellers Enercon über eine Kapazität von etwa 27 MW. Eine dritte Ausbaustufe ist bereits geplant.

## Bevölkerung
Die Einwohnerzahl ist zwischen 1992 und 2024 trotz starker Schwankungen etwa gleich geblieben:
| Jahr | Einwohner | Quelle       |
| ---- | --------- | ------------ |
| 1992 | 12.799    | Volkszählung |
| 2001 | 13.488    | Volkszählung |
| 2012 | 10.750    | Volkszählung |
| 2024 | 12.216    | Volkszählung |

Die Bevölkerungsdichte des Municipios betrug 14,0 Einwohner/km² bei der Volkszählung 2024, der Anteil der städtischen Bevölkerung ist 0,0 Prozent. Die Lebenserwartung der Neugeborenen lag im Jahr 2001 bei 56,6 Jahren.
Der Alphabetisierungsgrad bei den über 19-Jährigen beträgt 68,5 Prozent, und zwar 83,6 Prozent bei Männern und 54,5 Prozent bei Frauen. (2001)

## Politik
Ergebnis der Regionalwahlen (concejales del municipio) vom 4. April 2010:
| Wahl- berechtigte |  | Wahl- beteiligung | gültige Stimmen |  | MAS-IPSP | MSM    | N.A.C. |
| ----------------- |  | ----------------- | --------------- |  | -------- | ------ | ------ |
| 4.999             |  | 4.342             | 3.045           |  | 2.317    | 570    | 158    |
|                   |  | 86,9 %            | 70,1 %          |  | 76,1 %   | 18,7 % | 5,2 %  |

Ergebnis der Regionalwahlen (elecciones de autoridades políticas) vom 7. März 2021:
| Wahl- berechtigte |  | Wahl- beteiligung | gültige Stimmen |  | MAS-IPSP | SÚMATE | SOMOS  | MTS    | FPV    | UNIDOS.CBBA |
| ----------------- |  | ----------------- | --------------- |  | -------- | ------ | ------ | ------ | ------ | ----------- |
| 6.419             |  | 5.637             | 4.937           |  | 4.584    | 123    | 95     | 39     | 26     | 22          |
|                   |  | 87,82 %           | 87,58 %         |  | 92,85 %  | 2,49 % | 1,92 % | 0,79 % | 0,53 % | 0,45 %      |

## Gliederung
Das Municipio Pocona untergliedert sich in die folgenden fünf Kantone (cantones):
- 03-1203-01 Kanton Pocona – 50 Ortschaften – 3.672 Einwohner
- 03-1203-02 Kanton Chimboata – 9 Ortschaften – 660 Einwohner
- 03-1203-03 Kanton Chillijchi – 1 Ortschaft – 133 Einwohner
- 03-1203-04 Kanton Huayapacha – 35 Ortschaften – 4.442 Einwohner
- 03-1203-05 Kanton Conda – 15 Ortschaften – 1.843 Einwohner

## Ortschaften im Municipio Pocona
- Kanton Pocona
  - Pocona 440 Einw.

- Kanton Huayapacha
  - Chullchungani 518 Einw. – Lope Mendoza 455 Einw. – Cocapata 391 Einw. – Huayapacha 303 Einw.